# Три брати (фільм, 1981)
«Три брати» (італ. Tre fratelli) — італійський драматичний фільм 1981 року режисера Франческо Розі за сценарієм, що був написаний за мотивами оповідання Андрія Платонова «Третій син». Кінострічка була показана поза конкурсом на 34-му Каннському кінофестивалі. Фільм отримав п'ять нагород Давида ді Донателло та номінацію на «Оскар».

## Ролі виконують
- Мікеле Плачідо — Нікола Джурана, працівник
- Філіпп Нуаре — Рафаеле Джурана, суддя
- Вітторіо Меццоджорно — Рокко Джурана, учитель / молодий Донато
- Шарль Ванель — Донато Джурана, батько
- Маддалена Кріппа — Джованна
- Сімонетта Стефанеллі — мати молодих братів

## Нагороди
- 1981 Премія Давида ді Донателло[1]:
  - за найкращу режисерську роботу — Франческо Розі
  - за найкращий сценарій[it] — Франческо Розі, Тоніно Гуерра
  - за найкращу жіночу роль другого плану[it] — Мадалена Кріппа
  - за найкращу чоловічу роль другого плану — Шарль Ванель
  - за найкращу операторську роботу[it] — Паскуаліно Де Сантіс
- 1981 Премія «Срібна стрічка» Італійського національного синдикату кіножурналістів:
  - за найкращу режисерську роботу — Франческо Розі
  - найкращому акторові — Вітторіо Меццоджорно
  - за найкращу операторську роботу[it] — Паскуаліно Де Сантіс
- 1982 Премія Золотий глобус Асоціації іноземної преси в Італії[it] (Globo d'oro):
  - за найкращий фільм[it] — Франческо Розі
- 1982 Премія Національної ради кінокритиків США, (National Board of Review, NBR Award):
  - за найкращий іноземний фільм
- 1982 Премія Товариства кінокритиків Нью Йорка (NYFCC):
  - за 3 місце серед найкращих іноземних фільмів[en], Італія
- 1983 Премія Спілки кінокритиків Бостона:
  - за найкращий іноземний фільм[en]
- 1983 Премія Національної спілки кінокритиків США (NSFC):
  - за 3 місце серед найкращих режисерів[en] — Франческо Розі